# Sur Caribe
Sur Caribe ist eine Band aus Santiago de Cuba. Ihr Leiter ist Ricardo Leyva Caballero, der auch die meisten Lieder selbst schreibt. Rubert La Rosa Abreu spielt das Klavier und Israel Cisneros Rodríguez trägt zum Gesang bei. Die kubanische Musik wird auch von karibischen und lateinamerikanischen Rhythmen beeinflusst.

## Hintergrund
Ricardo Caballero wurde 1959 in Santiago de Cuba geboren und ist seit seinem Beitritt zugleich Leiter der Band. Nebenbei nahm er Klavierunterricht bei Ignacio Cervantes. Leyva veränderte, auf der Suche nach einer persönlichen Note, das Format der Band und bezog die Tänzer mehr in den Mittelpunkt ihrer kreativen Arbeit ein.
Für das Album Credenciales verfasste er beispielsweise das Musikstück Añoranza por la Conga. Sur Caribe besteht aus rund 16 Musikern, die zumeist junge Absolventen der Musikschulen der Stadt Santiago sind.
Añoranza por la Conga (mit Beteiligung der Comparsa Conga de Los Hoyos) vom Album Credenciales wurde beim „Cubadisco“, dem jährlichen Festival der staatlichen kubanischen Plattenindustrie, 2006 als „Musikstück des Jahres“ ausgezeichnet.

## Diskografie
- 1989: Grandes Éxitos de Sur Caribe
- 1998: No Hay Casualidad
- 2002: Con Tó
- 2004: Caminando[4]
- 2005: Credenciales[5]
- 2007: Havanna 99[6]
- 2010: Horizonte Próximo[7]
- 2013: 25 Veces Fiesta[8]
- 2014: Sur Caribe Nené[9]